# Juan de la Regla
Juan (de la) Regla (Hecho, 1500 - San Lorenzo de El Escorial, 16 de agosto de 1574) fue un religioso español, teólogo, canonista, conciliarista y confesor de reyes.

## Biografía
De orígenes humildes, estudió Gramática y Artes en Zaragoza. Tras acabar sus estudios reglados, pasó a trabajar durante siete años como ayo y maestro de buenas costumbres de los hijos de un caballero de la ciudad, mientras continuaba con sus estudios. Posteriormente se trasladó a Salamanca para estudiar allí por trece años teología con Francisco de Vitoria, mientras ampliaba sus conocimientos de cánones, griego y hebreo.
Tras regresar a Zaragoza, ingresó con 32 años en el monasterio jerónimo de Santa Engracia en Zaragoza y cuatro años más tarde, con 40 años, y a pesar de su resistencia, fue nombrado sacerdote.
Fue nombrado como representante de la corona de Aragón en la segunda convocatoria del Concilio de Trento en 1551, uno de los dos teólogos de la Corona que fueron enviados. En las actas del concilio faltan las intervenciones de Regla debido a que llegó tarde a la convocatoria, centrándose su trabajo en el consejo a los prelados. El embajador imperial Francisco de Toledo alaba el trabajo de Regla en una carta al emperador Carlos V: «El Doctor Arce es un hombre muy docto y leído y de muy religiosa vida; ha dado muy buen ejemplo de sí y servido mucho con sus letras [...], lo mismo ha hecho fray Regla, de la Orden de San Hierónimo, que vino aquí por Aragón, hombre de religiosísima vida y buen letrado.»
A su vuelta a Zaragoza, dos años después, en 1553, fue elegido prior de Santa Engracia por dos trienios. A principios del segundo trienio fue solicitado personalmente por Carlos V en su retiro a Yuste como confesor; fue la única condición que el emperador hizo al padre general. Así, el 3 de febrero de 1557 Regla llegó a Yuste con el emperador, permaneciendo allí hasta 1558, año del fallecimiento del soberano. Regla fue nombrado testamentario del emperador, función que realizó hasta 1566.
Regla se vio envuelto como acusador en el proceso inquisitorial del arzobispo Bartolomé Carranza antes finalizar sus trabajos como testamentario y de regresar finalmente a Santa Engracia en Zaragoza, donde fue elegido prior de nuevo un año más tarde, en 1567. Poco antes de terminar su mandato fue elegido prior del monasterio de San Jerónimo el Real de Madrid. Allí se convirtió en el consejero y confesor de Felipe II, en ausencia del obispo de Cuenca, Bernardo de Fresneda.
Falleció en San Lorenzo del Escorial al contraer unas calenturas durante una visita, siendo enterrado allí en 1574.

## Obra
- Muchas graves consultas de asuntos importantes
- Notas marginales al Concilio de Trento (en el ejemplar que fue de su uso)
- Sermones
- Otros papeles recomendables por su mérito y Cartas